# Suitei Shōjo
 (novembre 2024).
Si vous disposez d'ouvrages ou d'articles de référence ou si vous connaissez des sites web de qualité traitant du thème abordé ici, merci de compléter l'article en donnant les références utiles à sa vérifiabilité et en les liant à la section « Notes et références ».
Suitei Shōjo (推定少女, Suitei Shoujo) est un duo féminin de J-pop actif de 2001 à 2006, composé de deux idoles japonaises: Rino (Nikaidou Rino, 二階堂梨乃, née le 9 avril 1987) et Lissa (Abe Risa, 安倍莉沙, née le 8 septembre 1987). Elles sont connues en Occident pour avoir interprété les thèmes de fin des films Ju-on: The Grudge et Ju-on: The Grudge 2, et pour leur attitude et look provocants à la t.A.T.u. dans certains de leurs clips. Rino continue alors sa carrière en indépendante sous le nom Re:NO, avant de devenir la chanteuse du groupe féminin de heavy metal Aldious de 2012 à 2018.

## Discographie

### Singles
- Shouchi no suke (しょうちのすけ) (2001.8.22)
- Sekigae (席替え) (2002.7.24)
- Seibo shugi (聖母主義) (2002.12.4)
- Kagi ga akanai (鍵が開かない) (2003.1.22) (thème de fin du film Ju-on : The Grudge)
- Jouhou (情報, jōhō) (2003.5.21) (thème d'ouverture de l'anime E's Otherwise)
- Shitsuren song (失恋ソング/間違い) (2003.8.27)
- Shindou (振動) (DVD) (2004.11.17)
- Chocolate (チョコレート) (DVD single) (2004.12.22)
- Chewing Girl (チューイングガール) (DVD single) (2005.1.19)

### Albums
- 16 - Sixteen (2003/10/1)[1]
- 17's Heaven (2005/4/20)

### DVD
- 17's Heaven (2005/4/20) (clips)